# Guilhermina Suggia
Guilhermina Suggia, (Porto, 27 juin 1885 – 30 juillet 1950) est une violoncelliste portugaise. Elle étudie à Paris avec Pablo Casals et se forge une réputation internationale, devenant la première femme virtuose professionnelle de l'instrument. Elle passe de nombreuses années au Royaume-Uni, où elle est particulièrement célèbre. Elle prend sa retraite en 1939, mais donne des concerts en Grande-Bretagne. Son dernier a lieu en 1949, un an avant sa mort.
Suggia a légué une bourse destinée aux jeunes violoncellistes, notamment accordée à Rohan de Saram, Jacqueline du Pré, Robert Cohen et Steven Isserlis.

## Biographie

### Enfance
Suggia naît à Porto dans une famille de descendance italienne et espagnole. Son père, Augusto Jorge de Menim Suggia, est un bon musicien professionnel, enseignant au conservatoire de Lisbonne puis travaillant au Teatro Nacional de São Carlos et enseignant à Porto. C'est lui qui lui apprend la théorie et le violoncelle dès ses cinq ans et elle sait lire ses notes avant de savoir lire ses lettres. À l'époque, le violoncelle n'est pas un instrument approprié pour les jeunes filles en raison de la posture. Malgré tout, ses progrès sont si rapides qu'elle se produit en public dès ses sept ans à Matosinhos (où habite la famille) :

« Habillé de bleu, assise dans une petite chaise, étreignant son violoncelle, elle nous rappelait d'une petite poupée enchanteur. Ses petites mains étaient tendues pour saisir les cordes... Elle sourit et joue avec l'archet comme si elle jouait dans sa chambre avec un jouet. Le mouvement de l'archet était fort et assuré, vraiment admirable pour un âge auquel les doigts manquent de force et d'agilité et que seule l'étude et la pratique peut apporter avec le temps. Son jeu était si étonnant que les dames et les messieurs se levèrent pour lui remonter le moral, la couvrant de baisers qu'elle recevait en souriant. »

— Journal de Noticias, Porto, 1892.
À l'âge de 13 ans, elle est nommée violoncelle solo de l'orchestre local, l’Orphéon Portuense, fondé par Bernardo Moreira en 1882, et joue en quatuor à cordes avec Moreira dès 1901. Sa sœur aînée, Virginie, pratique le piano et elles donnent toutes deux des récitals qui font leur célébrité locale.

### Études
Dès 1898, son père insiste pour qu'elle prenne ses premières leçons de Pablo Casals, qui enseigne l'été au Casino d'Espinho, à une quinzaine de kilomètres au Sud de Porto. Casals a vingt-deux ans et Suggia treize. Augusto et Guilhermina s'y rendent chaque semaine tout l'été.
À quinze ans, en mars 1901, la célébrité des sœurs font qu'elles sont invitées à jouer au Palais royal. Elle répond à une question de la reine Amélie du Portugal, sur ce que pourrait être le rêve de sa vie : perfectionner ses connaissances musicales à l'étranger. Quelques mois plus tard, elle se rend sous le patronage d'Amalia, au Conservatoire de Leipzig pour étudier avec Julius Klengel. Son père l'accompagne et sa sœur, restée à Porto, contribue par des leçons de piano au financement de l’entretien du père. Elle en sort diplômé à l'âge de 18 ans, après seize mois d'études, alors que trois années étaient prévues.
En moins d'un an, Suggia est invitée à se produire en soliste avec l'Orchestre du Gewandhaus de Leipzig sous la direction d'Arthur Nikisch, lors d'un concert anniversaire de l'orchestre, le 26 février 1903 (dans le concerto de Volkmann qui a été bissé entièrement) et un autre concert de musique de chambre en duo avec Klengel. Une première pour l'orchestre d'accompagner une femme soliste. En mars, elle rentre au Portugal. Elle commence sa carrière internationale par des tournées et construit sa réputation : en Suisse, à La Haye, Brême, Amsterdam, Paris, Mayence, Bayreuth, Prague, Vienne (où elle joue avec Sinigaglia), Karlsbad (où elle rencontre David Popper), Berlin, bien d'autres villes et en Russie, en Roumanie. Dans ce dernier pays, elle est surnommée « Paganina ! » par le public.

### Paris
De 1906 à 1912, elle vit et travaille à Paris, à la Villa Molitor, avec le violoncelliste Pablo Casals. Pendant ces années, elle fréquente beaucoup d'artistes : les pianistes Harold Bauer, Ferruccio Busoni, Raoul Pugno et Mieczysław Horszowski, Pierre Monteux encore altiste, et le violoniste Jacques Thibaud ; les violonistes et compositeurs parmi les plus célèbres de l'époque Fritz Kreisler, Georges Enesco et Eugène Ysaÿe, le compositeur Julius Röntgen ; tous fréquentent la Villa. On croyait généralement à tort, qu'ils étaient mariés : Suggia étant parfois présentée comme « Madame P. Casals-Suggia ». À partir de 1908, le couple passe l'été à San Salvador, en Espagne, où Casals a fait bâtir une maison. Ils y reçoivent amis et musiciens tel Enrique Granados.
Le compositeur hongrois Emánuel Moór leur dédie son « Concerto pour deux violoncelles » (joué en mars 1913 à Paris) et Donald Tovey une sonate à deux violoncelles. Elle et Casals sont classés comme les « grands violoncellistes du monde ». Après leur séparation, Suggia conserve son admiration pour Casals, le décrivant comme le plus important des violoncellistes vivant. Casals a toujours refusé de s'exprimer sur Suggia, résumant simplement que c'était « l'épisode le plus cruellement malheureux » de sa vie. Il semble que Suggia ressentait qu'il était impossible d'être violoncelliste et femme de violoncelliste et qu'ainsi elle resterait dans l'ombre de Casals. Elle a précipité leur rupture pour son indépendance tant émotionnelle que professionnelle. Les deux musiciens ne rejouent jamais ensemble.

### Londres
Suggia décide de s'installer à Londres. En 1914, elle crée brièvement un trio féminin, avec la violoniste Jelly d'Arányi et la pianiste Fanny Davies et joue avec l'altiste Rebecca Clarke. Elle s'y crée une célébrité en quelques années dès l'après-guerre. En 1919, elle se fiance à un aristocrate, Edward Hudson, qui lui offre un instrument, le Stradivarius de 1717. L'union ne se fera jamais, mais elle garde le violoncelle.
Pendant la période de son séjour en Grande-Bretagne, dans les années 1920 et 1930, elle visite fréquemment le château de Lindisfarne dans le nord de l'Angleterre, où aujourd'hui est exposé un violoncelle dans la salle de musique en commémoration des moments qu'elle y a passé. Son violoncelle « Montagnana » de 1700, se trouve au Conservatoire de musique de Porto au Portugal.
Son répertoire est d'abord composé de concertos classiques, de Joseph Haydn, Dvorak, Saint-Saëns et Schumann ainsi que les suites de Bach. Puis dans les années 1930, elle élargit son répertoire en pièces par Edward Elgar, Rachmaninoff, Mendelssohn et César Franck. En 1947, elle a joué pour la première fois la Sonate pour violoncelle de Debussy.

### Retraite et nouvelle carrière
En 1927, Suggia épouse Jose Mena (10 février 1876–20 mars 1949), un médecin spécialiste des rayons X, mais sans descendance. Lors de la Seconde Guerre mondiale, Suggia et son mari retournent au Portugal, où elle vit sa retraite. Après guerre, elle donne des concerts de charité à Londres, notamment avec le Concerto pour violoncelle d'Elgar et se produit en 1949 une dernière fois en Angleterre avant sa mort au Festival d'Édinbourgh, ainsi qu'à Bournemouth. Son dernier concert portugais est donné le 31 mai 1950. Bien qu'invitée aux États-Unis, elle a toujours refusé en raison des dommages possibles pour son instrument. Son décès a rendu impossible une tournée prévue en 1950.
Suggia est décédée à Porto d'un cancer jugé inopérable, à l'âge de 65 ans, un an après son mari, vingt-trois ans avant son aîné de neuf, Pablo Casals.

## Postérité

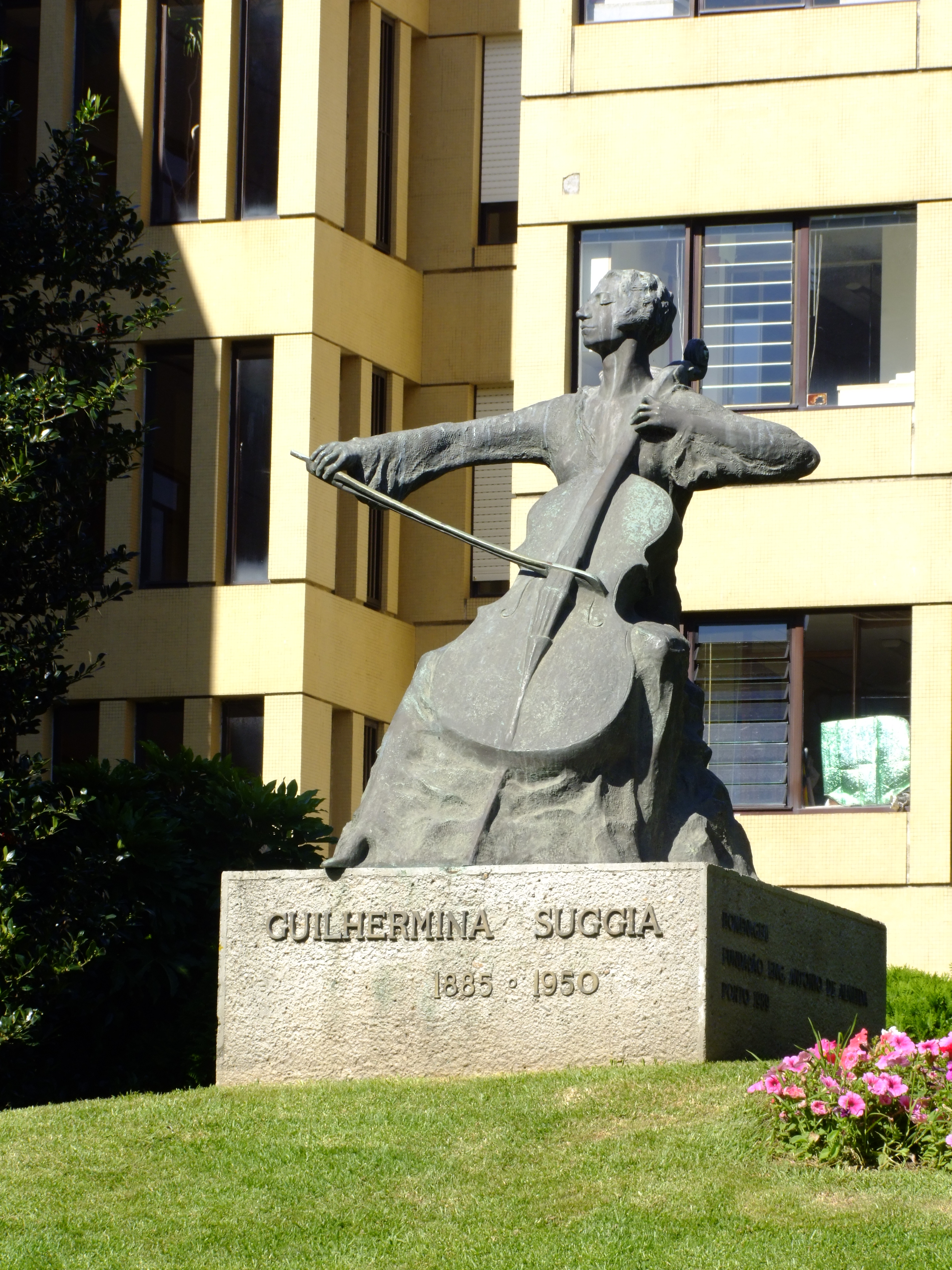
Statue de Guilhermina Suggia à Porto par le sculpteur Irene Vilar. Inaugurée en 1989.

Suggia a légué son Stradivarius « Bonamy Dobree, Suggia » de 1717 à la Royal Academy of Music de London, pour être vendu et financer une bourse d'études pour les jeunes violoncellistes. Le don Suggia établi en 1955, est depuis 1995 géré par le Musicians' Benevolent Fund. Il a été gagné par des violoncellistes, notamment : Rohan de Saram (1955), Jacqueline du Pré (1956–1961), Robert Cohen (1967–1971), Hafliði Hallgrímsson, Steven Isserlis, Raphael Wallfisch et Julian Lloyd Webber. En 2010 il est annoncé que le don Suggia Gift est conduit en association avec le festival international Guilhermina Suggia 2011, qui se tient dans sa ville natale.
La plus fameuse représentation de Suggia est son portrait du peintre gallois Augustus John, dont la fille, Amaryllis Fleming est plus tard devenu elle-même une violoncelliste connue. Ce tableau, commencé en 1920 n'est achevé qu'en 1923. Lors de poses le peintre a suggéré à la musicienne de jouer Bach. Il a été montré au Carnegie Institute de Pittsburgh en 1924, acheté par un américain, mais ensuite il retourne en Angleterre et se trouve à la Tate Gallery. La toile mesure 186 × 165 cm. The Manchester Guardian a écrit à son propos qu'il « servira à rappeler aux générations futures qu'un musicien a égalé la noblesse de son art avec sa présence sur l'estrade du concert ». Des photographies de Suggia par Alvin Langdon Coburn sont en possession des archives photographiques de la George Eastman House et un portrait photographique de Bertram Park est au National Portrait Gallery de Londres.

## Hommages
Elle a reçu l'Ordre de Sant'Iago de l'Épée (Dame en 1923 et commandeur en 1937) très rarement donné aux femmes et Dame de l'Ordre du Christ
Le grand auditorium de la Casa da Música à Porto est nommé salle Suggia en son honneur.
TAP Portugal, compagnie nationale d'aviation, a baptisé un de ses avions, un Airbus A319, de son nom.

## Discographie
Suggia qui n'avait que peu d’intérêt pour le disque, n’a effectué qu'un petit nombre d'enregistrements 78 tours. Parmi ceux-ci, le Concerto en ré majeur de Haydn avec John Barbirolli et le premier Concerto en la mineur de Saint-Saëns avec Lawrence Collingwood. Enregistrements republiés en disque compact dès 1989.
- Pièces de Jean-Baptiste Senaillé et David Popper (1924)
- Bach, Suite pour violoncelle  n°3 en do majeur (1923-1924) ; Fauré, Élegie (1928)
- Haydn, Concerto en ré majeur+ ; Bruch, Kol Nidrei* ; Lalo, Concerto en ré mineur° ; Sammartini, Sonate en sol majeur* - London Symphony Orchestra, Dir. Pedro de Freitas Branco°, Orchestre non identifié, Dir. John Barbirolli+ (1927*, 12–13 juillet 1928/19 novembre 1946+, Dutton CDBP 9748)